# Electro
Pour les genres dérivés, voir electroclash et electro house.
Pour le personnage de fiction, voir Electro (comics).
Ne doit pas être confondu avec Musique électronique.
Genres dérivés
Baile funk, funktronica, Miami bass, techno, breakbeat, house, electropop
Genres associés
Electroclash, electro house, ghettotech
L'electro (apocope d'electro-funk ou electro-boogie,) est un genre de musique électronique directement influencée par l'utilisation d'une boîte à rythmes,, comme la TR-808, et de quelques samples dérivés du funk,.

## Caractéristiques
Le terme « electro » définit un genre de musique électronique. Son tempo moyen varie entre 120 et 140 BPM, sa rythmique syncopée étant typiquement construite sur le modèle de base « kick--snare-kick--kick-snare » inventé par Karl Bartos, percussionniste de Kraftwerk, pour le morceau Numbers. L'electro est ainsi une musique explicitement « mécanique ». En fonction de l'influence musicale du moment et de l'inspiration du musicien, s'y greffe une ligne de basse de quelques notes qui vient renforcer le côté saccadé et « robotique » de la rythmique et/ou une combinaison de nappes mélodiques évoquant la science-fiction ou des univers aquatiques (typiques chez Drexciya et nombre de musiciens de Détroit tels Juan Atkins ou Aux 88). À Détroit, il est également fait référence au style electro par l'expression « techno bass ».
Tout comme le terme « techno » qui a, un temps, servi à désigner de manière générique toute musique électronique dansante, le terme « électro » est depuis quelques années[Quand ?] utilisé en ce sens, et ce plus particulièrement dans les pays francophones. La profusion des genres et sous-genres dans les musiques électroniques très populaires impose, notamment aux médias généralistes, de recourir à des étiquettes englobant des styles parfois très éloignés les uns des autres. « Cette culture à l'intérieur de laquelle se sont déployées ces nouvelles pratiques musicales et artistiques, cette scène qui a su si rapidement adopter les outils de son temps, c'est ce que l'on a appelé techno dans les années 1990, les musiques électroniques au cours de la décennie suivante et aujourd'hui l'electro. »

## Histoire

### Origines
À l'origine, l'electro  désigne une musique fortement conditionnée par l'utilisation d'instruments électroniques (boîte à rythmes, vocodeur, synthétiseurs). Le genre se popularise à partir des années 1980 dans le sillage du groupe allemand pionnier Kraftwerk, considéré le père de la musique électronique populaire avec quelques autres groupes de rock progressif à l'avant-garde.
Plus tard une fusion est opérée entre l'electro et un style issu du mouvement hip-hop. Celui devient une branche dérivée du rap naissant sous les termes « electro hip-hop », « robot hip-hop » et  « robot funk ». La paternité du style est traditionnellement attribuée à Afrika Bambaataa et son titre Planet Rock qui marie les scansions du rappeur avec un mélange de reprise des morceaux de Kraftwerk Trans-Europe Express, pour la mélodie, et Numbers, pour le rythme.
Par ailleurs, l'electro inspiré de Kraftwerk marié au funk et au disco, émergeant au début des années 1980 sous les termes « new wave », électro-pop/synthpop et « électro-funk », eut une grande influence sur les premières compositions de musique house et techno.

### Premières années

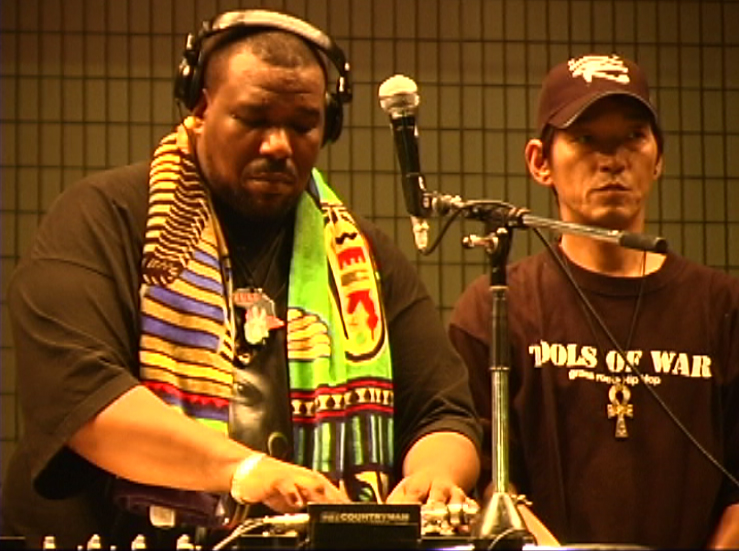
Afrika Bambaataa avec DJ Yutaka de la Zulu Nation, en 2004, Japon.

À la suite du déclin de la musique disco à la fin des années 1970, de nombreux musiciens funk comme Zapp & Roger se lancent dans l'expérimentation des talk boxes et l'utilisation de caisses plus lourdes et distinctes. Le boogie joue un rôle pendant les premières années formatives de l'electro, notamment la chanson Feels Good d'Electra (Emergency Records – EMDS-6527), la production post-disco You're the One for Me de D. Train (Prelude – PRL D 621), Thanks to You de Sinnamon (Becket – BKD 508) et On A Journey (I Sing The Funk Electric) d'Electrik Funk (Prelude – PRL D 541). L'electro émerge finalement comme genre de fusion entre différents styles, incluant funk, boogie mélangé à l'electropop japonais et allemand, inspiré par la vision futuriste d'Alvin Toffler, des films d'arts martiaux, et des musiques de jeux vidéo. Les pionniers du genre sont Kraftwerk et la Yellow Magic Orchestra (YMO).
En 1980, YMO est le premier groupe à faire usage de la boîte à rythme programmable TR-808,. Cette même année, le membre de la YMO Ryuichi Sakamoto fait paraître Riot in Lagos, considéré comme un premier exemple de la musique electro, et précurseur de l'instrumentation (grosse caisse et sonorité) du genre. Cette chanson inspirera clairement les futurs groupes et artistes electro comme Afrika Bambaataa et Mantronix.
En 1982, le producteur originaire du Bronx Afrika Bambaataa fait paraître le titre Planet Rock, qui mêle des éléments extraits des morceaux de Kraftwerk Trans-Europe Express (mélodie) et Numbers de l'album Computer World de 1981 (rythme), et de chansons de la Yellow Magic Orchestra comme Riot in Lagos (de l'album B-2 Unit de 1980),. Planet Rock est considéré comme un point culminant du genre electro,. Une autre chanson importante, publiée cette année là, Nunk de Warp 9 utilise « une imagerie inspirée des jeux d'ordinateur, de jeux vidéo, des cartoons, de la sci-fi et du hip-hop. » 1982 est une année prolifique pour l'electro avec la sortie de chansons de groupes et musiciens tels que Planet Patrol, Warp 9, Man Parrish, George Clinton (Computer Games), Grandmaster Flash and the Furious Five, Tyrone Brunson, The Jonzun Crew et Whodini. Hashim compose la chanson electro funk Al-Naafiysh (The Soul) qui deviendra la première chanson publiée au label Cutting Record en novembre 1983. À cette période, Hashim s'inspire des chansons Hip Hop, Be Bop (Don't Stop) de Man Parrish, She Blinded Me With Science de Thomas Dolby, et Planet Rock d'Afrika Bambaataa. Al-Nafyish est plus tard ajoutée à la compilation Kings of Electro (2007) de Playgroup.
Bambaataa et des groupes comme Planet Patrol, Jonzun Crew, Mantronix, Newcleus, Warp 9 et Cybotron inspirent ensuite des genres tels que la techno de Détroit, le ghettotech, le breakbeat, le drum and bass et l'electroclash. Les premiers producteurs du genre electro (notamment Arthur Baker, John Robie et Shep Pettibone) ajoutent des éléments issus du mouvement freestyle latino (ou simplement freestyle) ; Lotti Golden et Richard Scher (producteurs de Warp 9) mêlent electro, funk, et hip-hop à des éléments de musique latine. Le DJ Eddie Fowlkes adopte un style appelé electro-soul, caractérisé par une ligne de basses prédominante et un breakbeat electro. Les productions electro-soul de Kurtis Mantronik pour Joyce Sims lancent le mélange entre new jack swing et éléments de hip-hop et de soul.
À la fin des années 1980, le genre décline avec l'émergence de la culture rap et hip-hop. Baker, Pettibone, Golden et Scher sont les seuls résistants.

### Electro contemporain
Depuis la fin des années 1990, le terme « électro » est également utilisé pour décrire deux autres genres de fusion de l'electro : l'electroclash mêlant techno et new wave, et l'electro house,,.

## Artistes et labels
Les artistes et groupes notables représentatifs du genre sont notamment : Afrika Bambaataa, Aux 88, Anthony Rother, DMX Krew, Dopplereffekt, Drexciya, Kraftwerk, Imagination, Marboss, Midnight Star, Model 500, Newcleus, Ryuichi Sakamoto, World Class Wreckin' Cru, et Yellow Magic Orchestra.
Les principaux labels sont : Direct Beat, Electrofunk Records, Murder Capital, Satamile Records, Underground Resistance, et Viewlexx.